# Daniel Roberts
Daniel Roberts (født 13. november 1997) er en amerikansk atlet, der konkurrerer i korte distancer og hækkeløb.
Han tog bronze i 110 meter hæk ved verdensmesterskaberne i atletik i 2023.  Ved OL i 2024 tog han sølv i 110 meter hækkeløb.